# Antonio López Palenzuela
Antonio López Palenzuela (Almería, 1960) es un ingeniero español. Desde octubre de 2024 es el director general de  Euskal Trenbide Sarea - Red Ferroviaria Vasca.

## Biografía
Nacido en Almería en 1960, López ha ejercido de director de Construcción de ETS-FRV desde 2017, y como subdirector de ese mismo departamento desde 2012. Su ingreso en el ente público se produjo en 2007 como director de obra.
Ingeniero de Caminos, Canales y Puertos por la Universidad Politécnica de Madrid.
Fue nombrado director general de ETS-FRV en sustitución de Ernesto Martínez de Cabredo.

## Cargos ocupados
- Director general de Euskal Trenbide Sarea - Red Ferroviaria Vasca (2024-actualidad).[1]